# Mabellina prescotti
Mabellina prescotti är en spindelart som beskrevs av Arthur M. Chickering 1946. Mabellina prescotti ingår i släktet Mabellina och familjen hoppspindlar. Inga underarter finns listade i Catalogue of Life.